# RS Components
RS Components je globální distributor produktů s vysokou přidanou hodnotou v oblasti elektroniky, automatizace a řízení, testování a měření, elektrických a mechanických součástí. Společnost byla založena v roce 1937 a její sídlo se nachází ve městě Corby ve Velké Británii. RS má 17 distribučních center a je aktivní ve 32 zemích. Skupina Electrocomponents plc. je kotována na Londýnské burze cenných papírů a ve finančním roce končícím dne 31. března 2013 měla obrat ve výši 1,24 mld. GBP.

## RS Components Česká republika
V lednu 2011 společnost rozšířila činnost na trhy ve východní Evropě: Česká republika, Maďarsko a Polsko. Regionální sídlo společnosti se nachází ve Varšavě. Objednávky se zpracovávají ve skladu v německém Bad Hersfeldu, odkud se denně vypravuje více než 5 000 zásilek. Dne 19. září 2012 společnost představila nový katalog obsahující více než 80 000 nejprodávanějších produktů. Společnost působí výhradně v oblasti B2B sektoru.
Webové stránky poskytují přístup k více než 550 tisícům výrobků od více než 2 500 výrobců. Stránky existují také v místních jazycích, češtině, maďarštině nebo polštině. Kromě samotných produktů jsou k dispozici bezplatné online zdroje v podobě trojrozměrných modelů výrobků a nástroj pro návrh desek plošných zdrojů DesignSpark PCB.